# Selce (district de Poltár)
Selce (hongrois : Telep) est un village de Slovaquie situé dans la région de Banská Bystrica.

## Histoire
La première mention écrite du village date de 1303.

## Démographie

### Évolution de la population
| Année:               | 1994. | 2004.    | 2014.    | 2024.   |
| -------------------- | ----- | -------- | -------- | ------- |
| Nombre de personnes: | 118   | 94       | 110      | 119     |
| Différence:          |       | -20,33 % | +17,02 % | +8,18 % |

| Année:               | 2023. | 2024.   |
| -------------------- | ----- | ------- |
| Nombre de personnes: | 116   | 119     |
| Différence:          |       | +2,58 % |